# Daily Express
Daily Express – brytyjski, konserwatywny dziennik-tabloid wydawany przez „Express Newspapers”. Nakład ok. 1 mln egzemplarzy.
Inne gazety wydawane przez „Express Newspapers” to:
- „Sunday Express” - tygodnik
- „Daily Star”
- „Daily Star Sunday”